# Liste des films d'A24
Cet article est une liste des films produits et/ou distribués par la société américaine A24.
Lors de sa création en 2012, la société distribuait uniquement des films, américains ou étrangers, aux États-Unis. Depuis 2016, elle participe également à la production de films.

## Liste des films produits
Note : A24 distribue également les films qu'il produit. Quand un film produit par A24 est distribué par une autre société, cette dernière est indiquée.

### Années 2010
- 2016 : 
  - Moonlight de Barry Jenkins

- 2017 :
  - It Comes at Night de Trey Edward Shults
  - The Lovers d'Azazel Jacobs
  - Mise à mort du cerf sacré (The Killing of a Sacred Deer) de Yórgos Lánthimos

- 2018 :
  - 90's (Mid90s) de Jonah Hill
  - Dernière Année (Eighth Grade) de Bo Burnham

- 2019 :
  - The Death of Dick Long de Daniel Scheinert
  - First Cow de Kelly Reichardt
  - The Lighthouse de Robert Eggers
  - Midsommar d'Ari Aster
  - Share de Pippa Bianco (distribué par HBO Films)
  - Uncut Gems de Joshua et Ben Safdie

### Années 2020
- 2020 :
  - On the Rocks de Sofia Coppola (co-distribué avec Apple TV+)

- 2021 : 
  - False Positive de John Lee (distribué par Hulu)
  - The Green Knight de David Lowery
  - The Humans de Stephen Karam
  - Macbeth (The Tragedy of Macbeth) de Joel Coen (co-distribué avec Apple TV+)
  - Nos âmes d'enfants (C'mon C'mon) de Mike Mills
  - Val de Leo Scott et Ting Poo (distribué par Amazon Studios)

- 2022 : 
  - After Yang de Kogonada (co-distribué avec Showtime)
  - Bodies Bodies Bodies d'Halina Reijn
  - Causeway de Lila Neugebauer (co-distribué avec Apple TV+)
  - The Eternal Daughter de Joanna Hogg
  - Everything Everywhere All at Once de Daniel Kwan et Daniel Scheinert
  - God's Creatures (en) de Saela Davis et Anna Rose Holmer (en)
  - Jerry Lee Lewis: Trouble in Mind (documentaire) d'Ethan Coen
  - Medusa Deluxe (en) de Thomas Hardiman
  - Showing Up de Kelly Reichardt
  - The Sky Is Everywhere (co-distribué avec Apple TV+)
  - The Whale de Darren Aronofsky
  - White Noise de Noah Baumbach

- 2023 : 
  - Beau Is Afraid d'Ari Aster
  - Past Lives de Celine Song
  - Dream Scenario de Kristoffer Borgli

- 2024 : 
  - The Iron Claw de Sean Durkin
  - La Zone d'intérêt (The Zone of Interest) de Jonathan Glazer
  - I Saw the TV Glow de Jane Schoenbrun
  - Tuesday (en) de Daina O. Pusic
  - Heretic de Scott Beck et Bryan Woods
  - Y2K de Kyle Mooney

- 2025
  - If I Had Legs I'd Kick You de Mary Bronstein (en)
  - Eternity de David Freyne
  - Substitution: Bring Her Back de Michael et Danny Philippou

## Liste des films uniquement distribués

### Années 2010
- 2013 :
  - The Bling Ring de Sofia Coppola
  - Dans la tête de Charles Swan III (A Glimpse Inside the Mind of Charles Swan III) de Roman Coppola
  - Ginger and Rosa de Sally Potter
  - The Spectacular Now de James Ponsoldt
  - Spring Breakers d'Harmony Korine

- 2014 :
  - A Most Violent Year de J. C. Chandor
  - Captives (The Captive) d'Atom Egoyan
  - Enemy de Denis Villeneuve
  - Girls Only (Laggies) de Lynn Shelton
  - Life After Beth de Jeff Baena
  - Locke de Steven Knight
  - Obvious Child de Gillian Robespierre
  - La Revanche des dragons verts (Revenge of the Green Dragons) d'Andrew Lau et Andrew Loo
  - The Rover de David Michôd
  - Tusk de Kevin Smith
  - Under the Skin de Jonathan Glazer

- 2015 :
  - Amy d'Asif Kapadia
  - Hell Town (Cut Bank) de Matt Shakman
  - Dark Places de Gilles Paquet-Brenner
  - The End of the Tour de James Ponsoldt
  - Ex machina d'Alex Garland
  - Room de Lenny Abrahamson
  - Slow West de John Maclean
  - Secret Agency (Barely Lethal) de Kyle Newman
  - Son of a Gun de Julius Avery
  - Under Pressure (Mississippi Grind) de Anna Boden et Ryan Fleck
  - While We're Young de Noah Baumbach

- 2016 :
  - 20th Century Women de Mike Mills
  - American Honey d'Andrea Arnold
  - Beyond Lies (The Adderall Diaries) de Pamela Romanowsky
  - De Palma de Noah Baumbach et Jake Paltrow
  - Equals de Drake Doremus
  - Green Room de Jeremy Saulnier
  - Into the Forest de Patricia Rozema
  - Krisha de Trey Edward Shults
  - The Lobster de Yórgos Lánthimos
  - Mojave de William Monahan
  - The Monster de Bryan Bertino
  - Morris from America de Chad Hartigan
  - Nos souvenirs (The Sea of Trees) de Gus Van Sant
  - Oasis: Supersonic (en) de Mat Whitecross
  - Remember d'Atom Egoyan
  - Swiss Army Man de Dan Kwan et Daniel Scheinert
  - The Witch de Robert Eggers

- 2017 :
  - À ceux qui nous ont offensés (Trespass Against Us) d'Adam Smith
  - A Ghost Story de David Lowery
  - La Balade de Lefty Brown (The Ballad of Lefty Brown) de Jared Moshe
  - Brooklyn Yiddish (Menashe) de Joshua Z. Weinstein
  - The Disaster Artist de James Franco
  - February (The Blackcoat’s Daughter) d'Oz Perkins
  - The Florida Project de Sean Baker
  - Free Fire de Ben Wheatley
  - Good Time de Joshua et Ben Safdie
  - Lady Bird de Greta Gerwig
  - Trahisons (The Exception) de David Leveaux
  - Woodshock de Kate Mulleavy et Laura Mulleavy

- 2018 :
  - Chaudes nuits d'été (Hot Summer Nights) d'Elijah Bynum
  - Hérédité (Hereditary) d'Ari Aster
  - How to Talk to Girls at Parties de John Cameron Mitchell
  - The Last Movie Star (en) d'Adam Rifkin
  - My Lady (The Children Act) de Richard Eyre
  - Never Goin' Back (en) d'Augustine Frizzell
  - La Route sauvage (Lean On Pete) d'Andrew Haigh
  - Sidney Hall (The Vanishing of Sidney Hall) de Shawn Christensen
  - Slice (en) d'Austin Vesely
  - Sur le chemin de la rédemption (First Reformed) de Paul Schrader
  - Trahison d'État (Backstabbing for Beginners) de Per Fly
  - Une prière avant l'aube (A Prayer Before Dawn) de Jean-Stéphane Sauvaire
  - Woman Walks Ahead de Susanna White

- 2019 :
  - L'Adieu (The Farewell) de Lulu Wang
  - Angels of Chaos (1%) de Stephen McCallum
  - Climax de Gaspar Noé
  - Crime de guerre (en) (The Kill Team) de Dan Krauss
  - Gloria Bell de Sebastián Lelio
  - High Life de Claire Denis
  - In Fabric de Peter Strickland
  - Instinct (en) de Halina Reijn
  - The Last Black Man in San Francisco de Joe Talbot (en)
  - Low Tide (en) de Kevin McMullin
  - Native Son de Rashid Johnson
  - La Mère éléphant (en) (The Elephant Queen) de Victoria Stone et Mark Deeble (co-distribué avec Apple TV+)
  - The Only Child - L'Enfant unique (The Hole in the Ground) de Lee Cronin
  - Skin de Guy Nattiv (en)
  - The Souvenir de Joanna Hogg
  - Under the Silver Lake de David Robert Mitchell

### Années 2020
- 2020 :
  - Boys State (en) de Jesse Moss et Amanda McBaine (co-distribué avec Apple TV+)
  - Minari de Lee Isaac Chung
  - Waves de Trey Edward Shults
  - Zola de Janicza Bravo

- 2021 : 
  - Lamb de Valdimar Jóhannsson
  - Marcel le coquillage (Marcel the Shell with Shoes On) de Dean Fleischer Camp
  - Red Rocket de Sean Baker
  - Saint Maud de Rose Glass
  - The Souvenir Part II de Joanna Hogg

- 2022 :
  - Aftersun de Charlotte Wells
  - X de Ti West
  - Pearl de Ti West
  - Close de Lukas Dhont
  - Des étoiles à midi (Stars at Noon) de Claire Denis
  - Funny Pages d'Owen Kline
  - The Inspection d'Elegance Bratton
  - Men d'Alex Garland
  - When You Finish Saving the World de Jesse Eisenberg

- 2023 :
  - La Main (Talk to Me) de Michael and Dan Philippou
  - Priscilla de Sofia Coppola

- 2024 :
  - Civil War d'Alex Garland
  - Love Lies Bleeding de Rose Glass
  - MaXXXine de Ti West
  - A Different Man  de Aaron Schimberg

- 2025 : 
  - Opus de Mark Anthony Green

### Prochainement
- Sans date :
  - The Backrooms de Kane Parsons
  - Nekrokosm de Panos Cosmatos
  - Death of a Unicorn de Alex Scharfman
- 2025 : Warfare de Ray Mendoza et Alex Garland
- 2025 : La Légende d'Ochi (The Legend of Ochi) d'Isaiah Saxon
- 2025 : High and Low de Spike Lee
- 2025 : The Smashing Machine, de Benny Safdie
- 2025 (France) : L'Amour au Présent de  John Crowley